# Echiniscus barbarae
Espèce
Echiniscus barbarae est une espèce de tardigrades de la famille des Echiniscidae. 

## Distribution
Cette espèce est endémique de Cuba.

## Publication originale
- Kaczmarek & Michalczyk, 2002 : Echiniscus barbarae, a new species of tardigrade from Cuba Island (Tardigrada: Heterotardigrada, Echiniscidae, 'arctomys group'). Zootaxa, no 53, p. 1-4.